# 7 Korpus Strzelecki (ZSRR)
7 Korpus Strzelecki (ros. 7-й стрелковый корпус)  – wyższy związek taktyczny Armii Czerwonej z okresu II wojny światowej.
7 Korpus Strzelecki (piechoty) formowany był trzykrotnie, w latach:1941, 1942 i 1943. Od grudnia 1944 roku wchodził w skład 3 Armii Uderzeniowej i uczestniczył w walkach na ziemiach polskich przeciw armii niemieckiej w ramach operacji wislańsko-odrzańskiej.
W czasie walk o Berlin 7 KS dowodził gen. płk Jakow Czeriewiczenko.

## Dowództwo korpusu
Dowódcy:
- gen. mjr Konstantin Dobrosierdow[6]
- gen. Roman Panin
- gen. mjr Michaił Obczinnikow (27.04.1944 - 10.05.1944)
- gen. Nikołaj Nikiszyn
- gen. mjr Władimir Czistow (28.09.1944 - 26.04.1945)
- gen. płk Jakow Czeriewiczenko (od 27.04.1945)

## Struktura organizacyjna
Skład 22 czerwca 1941:
- 166 Dywizja Strzelecka, dowódca: płk Jakow Jeremienko
- 196 Dywizja Strzelecka, dowódca: gen. mjr Konstantin Kulikow
- 206 Dywizja Strzelecka, dowódca: płk Siergiej Gorszkow

Skład w 1945 roku:
- 146 Dywizja Strzelecka
- 265 Dywizja Strzelecka
- 364 Dywizja Strzelecka